# Nawabganj (Bareilly)
Nawabganj és una ciutat i municipalitat del districte de Bareilly a l'estat d'Uttar Pradesh. Està situada a 26° 52′ N, 82° 08′ E / 26.867°N,82.133°E. Consta al cens de 2001 amb una població de 30.601 habitants (el 1881 eren 4.443 habitants). És la capital del tehsil del mateix nom. Fou fundada entre els anys 1775 i 1797 per Asaf al-Dawla, que era nawab d'Oduh.